# Розсвіт (Слободо-Туринський район)
Розсві́т (рос. Рассвет) — селище у складі Слободо-Туринського району Свердловської області. Входить до складу Усть-Ніцинського сільського поселення.
Населення — 122 особи (2010, 159 у 2002).
Національний склад населення станом на 2002 рік: росіяни — 93 %.